# Ringbereitstellung
Die Ringbereitstellung ist eine taktische Variante des Bereitstellungsraumes für sog. „besondere [insbesondere terroristische oder hochdynamische] Einsatzlagen“.
Hier gibt es im Gegensatz zum Normalfall nicht eine Stelle, an der sich die Einsatzfahrzeuge sammeln, sondern alle bereit gestellten Einsatzfahrzeuge fahren ohne spezielle Anweisungen in Richtung der Einsatzstelle, halten aber in einer festgelegten Entfernung zur Einsatzstelle an. Gleichzeitig gilt dabei die Regel, dass sich nicht mehr als drei Einsatzfahrzeuge am selben Ort aufhalten dürfen. Jedes zusätzliche Rettungsmittel muss sich dann selber einen anderen Ort in der festgelegten Entfernung zur Einsatzstelle suchen, an dem es in Bereitschaft geht.
Der Hintergrund zu dieser Variante des Bereitstellungsraums ist, dass bei terroristischen Anschlägen die gesammelten Einsatzfahrzeuge selber zum Anschlagsziel werden können (sog. „Second Hit“), was durch die „Entzerrung“ verhindert wird. Außerdem kann die Einsatzleitung in diesem Fall den Ring um die Einsatzstelle relativ einfach größer bzw. kleiner ziehen („Alle Fahrzeuge rücken einen Kilometer zurück [oder vor]“) bzw. verschieben („Alle Fahrzeuge nördlich der Linie X - Y rücken einen Kilometer vor, alle Fahrzeuge südlich der Linie X - Y einen Kilometer zurück“).